# بنتوباربيتال
بنتوباربيتال (إنجليزية الولايات المتحدة) أو بنتوباربيتون (إنجليزية المملكة المتحدة) هو باربيتيورات قصير المفعول، يمكن أن يوجد في صورة حمض حر أو أملاح العناصر مثل الصوديوم والكالسيوم، الحمض الحر قليل الذوبان في الماء والإيثانول فقط.
أحد أسماء العلامات التجارية لهذا الدواء هو نيمبوتال وتمت صياغته من قبل جون ليندي، والذي بدأ استخدامه منذ عام 1930م من الصيغة البنائية لأملاح الصوديوم——صوديوم+إيثيل+ميثيل+بيوتيل.
ويتم تسويق نيمبوتال تجارياً وتصنيعه بواسطة الشركة الدنماركية وندبيك، وهو الدواء الوحيد لبنتوباربيتال الذي يعتد في صورة حقن في الولايات المتحدة الأمريكية.
يسبب بنتوباربيتال الوفاة عند تناوله بجرعات عالية وذلك لأنه يؤدي إلى توقف التنفس، وقد استخدم هذا الدواء في الولايات المتحدة لإعدام المجرمين، ولذلك لا تسمح شركة وندبيك (أحد الشركات المصنعة للدواء) ببيعه إلى أقسام الشرطة أو السجون لتنفيذ عقوبة الإعدام.

## الإستخدامات

### في المجال الطبي
تعد الاستخدامات المثالية لبنتوباربيتال هي استخدامه كمهدئ، أو منوم لفترة قصيرة، أو مادة سابقة للتخدير، أو للسيطرة على التشنجات في حالات الطوارئ.
يستخدم أيضاً كمادة مخدرة في مجال الطب البيطري.
كما يستخدم بنتوباربيتال في خفض الضغط داخل الجمجمة في حالات متلازمة راي، وحالات إصابات الدماغ، وعند إحداث غيبوبة في حالات المرضى الذين يعانون من نقص التروية الدماغية.
ويتم تحفيز إحداث الغيبوبات في المرضى الذين يعانون من فشل الكبد الحاد المقاوم للمانيتول. مانيتول.

### القتل الرحيم
يمكن أن يتسبب بنتوباربيتال في الموت إذا تم تناوله بجرعات عالية، ويستخدم لقتل الحيوانات والبشر على حدٍ سواء، كما يمكن استخدامه وحده أو بالتعاون مع مواد أخرى مثل الفينتوين في محلول القتل الرحيم التجاري للحيوانات عن طريق الحقن.
في هولندا ينص البروتوكول القياسي للانتحار بمساعدة الطبيب على الحقن الوريدي بمخدر ثيوبينتال، ثم يليه ألكورونيوم البروميد لتحفيز إحداث أزمة تنفسية، كما أن محلول مركز حجمه 100 مل يتكون من 9 جرام صوديوم بنتوباربيتال بالإضافة إلى محلول سكري في 20% إيثانول هو محلول قياسي يتناوله المريض عن طريق الفم لينتحر.
تم تقرير الجرعة اللازم تناولها عن طريق الفم لتكون كافية للانتحار منذ يناير 2016 في الولايات المتحدة الأمريكية في كلٍ من ولاية أريغون، وفيرمونت، وواشنطن، وكاليفورنيا، بحوالي 10 جم في الصورة السائلة، وهذا أعلى بكثير من الجرعة المستخدمة لتهدئة حالات الصرع.

### عقوبة الإعدام
وقد تم استخدام بنتوباربيتال في الولايات المتحدة الأمريكية كبديل للعقاقير الأخرى التي جرت العادة على استخدامها في إعدام المدانين، ولكن هذا الاستخدام غير قانوني وفقاً للقانون الدنماركي، وعندما تم اكتشاف هذا سرت موجة غضب عارمة في وسائل الإعلام الدنماركية، وقرر ويندبك (مالك الدواء) منع بيع إلى الولايات الأمريكية التي تستخدمه لأجل الإعدام.
وقد تم منع الموزعون الأمريكيون من قبَل المالك من بيعه إلى الزبائن مثل السلطات الفيدرالية والعديد من سلطات الدولة، التي تشارك في عملية إعدام البشر.
بدأت ولاية تكساس في استخدام بنتوباربيتال لتطبيق الإعدام على السجناء المحكوم عليهم بالقتل بواسطة الحقنة القاتلة في 18 يوليو 2012م، وقد تم النظر في استخدام بنتوباربيتال من قِبَل العديد من الولايات بما في ذلك أريزونا، وأوهايو، وإيداهو، وواشنطن واتخذت هذه الولايات قرارها باستخدام بنتوباربيتال بعد نقص بروميد بانكورونيوم الذي يؤدي إلى ارتخاء العضلات والذي استخدم سابقاً كأحد مكونات كوكتيل الأدوية الثلاثة.
وفي أكتوبر 2013 غيرت ولاية ميسوري بروتوكولها لتسمح باستخدام بنتوباربيتال مركب بجرعة قاتلة من أجل تنفيذ أحكام الإعدام، وفي نوفمبر 2013م تم إعدام جوزيف بول فرانكلين بواسطة إدارة ولاية ميسوري.
وكان هو السجين الأول الذي يتم إعدامه منذ ثلاث سنوات في ولاية ميسوري، كما أنه أول من أعدم بها بسبب جرعة واحدة من بنتوباربيتال.

## الأيض
يخضع بنتوباربيتال لتمرير الأيض الأول خلال الكبد وربما الأمعاء.

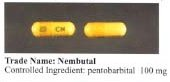

## التفاعلات الدوائية
يؤدي تناول الإيثانول، والبنزوديازيبينات، والمواد الأفيونية، والهيستامين، والمهدئات والمنومات الأخرى، وأيضاً تثبيط الجهاز العصبي المركزي قد يؤدي إلى حدوث أعراض إضافية.